# Domien Michiels
Domien Michiels (Oud-Heverlee, 21 settembre 1983) è un cavaliere belga.

## Biografia
È apertamente omosessuale ed intrattiene una relazione sentimentale Geert Jan Raateland, cavaliere di caratura internazionale olandese.
Ha rappresentato il Belgio ai Giochi olimpici estivi di Tokyo 2020, dove ha conclusa la gara al dodicesimo posto con Larissa Pauluis e Laurence Roos nel dressage a squadre e al ventottesimo posto nel dressage individuale.